# Rock ’n’ Roll (Motörhead-Album)
Rock ’n’ Roll ist das achte Studioalbum der britischen Heavy-Metal-Band Motörhead. Es ist das letzte Studioalbum für GWR Records und zugleich das erste mit Schlagzeuger Phil Taylor nach dessen Wiedereinstieg in die Band.

## Hintergründe
Nachdem Lemmy Kilmister den Schlagzeuger Pete Gill gefeuert hatte, gab die Band seinem Vorgänger Phil Taylor den Job am Schlagzeug zurück. In dieser Besetzung begannen im Juni 1987 die Aufnahmen zu Rock ’n’ Roll. Als Produzent beauftragte Motörhead Guy Bidmead, der als Toningenieur an den Studioaufnahmen zu No Remorse beteiligt war. Mit seiner Arbeit war die Band nicht zufrieden, weshalb sie die Produktion des Albums weitestgehend selber übernahm. Hinzu kamen Beziehungsprobleme von Gitarrist Würzel, in deren Verlauf seine damalige Lebensgefährtin die Studioaufnahmen dadurch störte, dass sie die Streitigkeiten im Tonstudio austrug. Ein Teil der Aufnahmen fand im Redwood Studio in London statt, dessen Teilhaber Michael Palin von Monty Python war. Auf Bitte von Motörhead erschien Palin wie ein Cricketspieler aus den 1940er Jahren gekleidet im Studio und nahm eine Predigt auf, die an eine Szene aus Monty Pythons Film Der Sinn des Lebens angelehnt war. Sie ist als Intro von The Wolf zu hören (inoffizielle Bezeichnung Blessing). Das Stück Eat the Rich gehörte zum Soundtrack des gleichnamigen Films, in dem Lemmy Kilmister eine Nebenrolle spielt.
Obwohl der kommerzielle Erfolg des Albums erneut hinter den Erwartungen zurückblieb, ist es nach Meinung von Lemmy Kilmister kein schlechtes Album und enthält mit Dogs, Boogeyman und Traitor sehr gute Stücke, welche die Band auch in ihr Liveprogramm aufnahmen. Allerdings beschwerte er sich über den Zeitdruck, unter dem die Platte aufgenommen wurde. So musste er seinen Gesangspart am Ende der Recording Sessions trotz schwerer Erkältung einsingen, was seiner Meinung nach in den Aufnahmen auch deutlich hörbar ist. Zur Promotion von Rock ’n’ Roll veranstaltete MTV Europe einen International Lemmy Day. Im Herbst 1987 begann die Tournee zum Album in Europa, die geplanten Auftritte in den USA mit Alice Cooper begannen 1988 mit einem Monat Verzögerung, weil die US-amerikanischen Behörden für die Erteilung der Arbeitserlaubnisse für die Musiker so lange Zeit benötigten.

## Titelliste
1. Rock 'N' Roll – 3:49
2. Eat the Rich – 4:34
3. Blackheart – 4:03
4. Stone Deaf in the USA – 3:40
5. The Wolf – 3:28
6. Traitor – 3:17
7. Dogs – 3:48
8. All for You – 4:10
9. Boogeyman – 3:07

## Kritiken
Eduardo Rivadavia von Allmusic sieht die Tunes des Albums mehr im traditionellen Rock ’n’ Roll von Chuck Berry als im Heavy Metal von Black Sabbath verwurzelt. Das Songwriting sei für Bandverhältnisse uninspiriert und das Titellied sowie Eat the Rich die einzigen wirklich guten Stücke auf dem Album. Michael Rensen vom Magazin Rock Hard hingegen bezeichnet Rock ’n’ Roll als das beste Motörhead-Album seit Ace of Spades, zwar klängen Blackheart und Boogeyman „recht unspektakulär“, die restlichen Titel „[blasen] einen dagegen förmlich gegen die nächstgelegene Mauer“.